# Vieiros
Vieiros, subtitulada “Revista do Padroado de Cultura Galega de México”, és una revista gallega creada a Mèxic el 1959 que va deixar de publicar-se el 1968, després de publicar només quatre números. Tenia un caràcter cultural, antifeixista i galleguista. El seu objectiu era crear una publicació gallega de qualitat a l'exili i servir de pont entre els exiliats i els gallecs a Espanya.

## Història
La revista va nàixer a Mèxic el 1959 dins del Patronat de la Cultura Gallega per iniciativa d'un grup de gallecs exiliats i compromesos amb la institució. El seu propòsit era recollir a les seves pàgines "qualsevol idea literària artística i filosòfica, sempre que hi fos antifeixista i no estigués recolzada per la dictadura".
Vieiros va recopilar els aspectes més destacats de la cultura gallega de l'època, tant a l'interior com a l'exili. A més, va servir de pont entre la generació que va patir les conseqüències de la guerra i la resistència antifranquista. Tot i això, només va durar fins a l'any 1968.
El 1989 Edicions A Nosa Terra va publicar una edició facsímil d'aquesta revista, prologada per Margarita Ledo Andión.

## Edicions

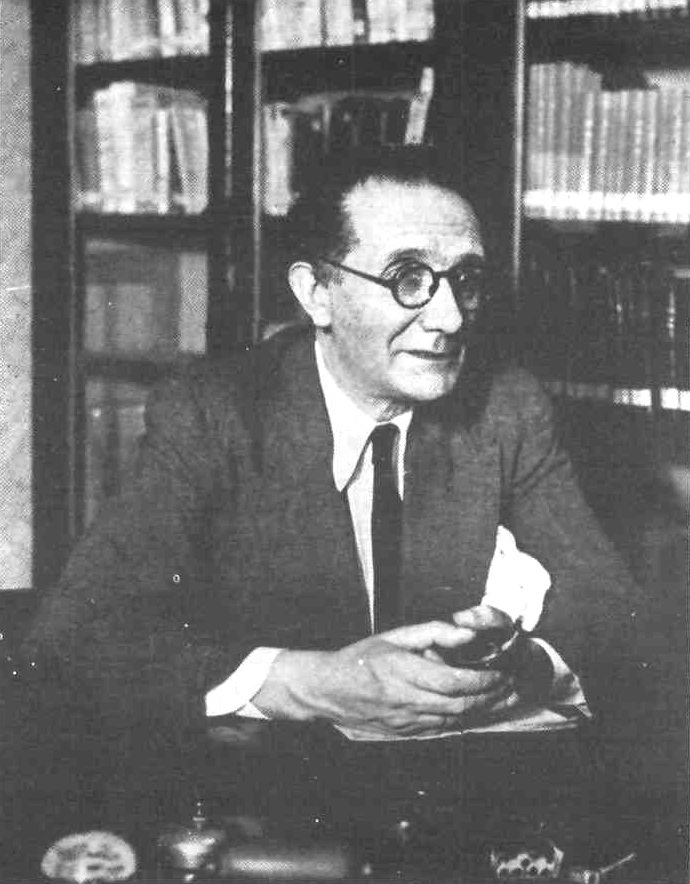
Alfonso Daniel Rodríguez Castelao, ilustrador de la revista Vieiros

Només es van publicar quatre números a Mèxic i amb una periodicitat irregular: estiu de 1959, tardor de 1962, tardor de 1965 i primavera de 1968.
Era una revista de format gran (33 x 23cm), amb una gran varietat de caràcters tipogràfics i marges amplis. Estava escrita íntegrament en gallec, tot i que també contava amb alguns poemes en portuguès.
La seva extensió era variable, d'entre 68 i 86 pàgines, i no contenia publicitat. S'hi podien trobar il·lustracions com reproduccions artístiques i dibuixos reivindicatius de Castelao, Luís Seoane o Maside, així com aportacions d'altres dibuixants hispanoamericans. Compilava articles, poesia, assaig, contes i dibuixos i tenia seccions fixes.

### Seccions fixes
1. "Alicerce", un espai per a editors.
2. "As Ideias", per a activitats culturals a Galícia i a l'exili.
3. "Os homes", per a persones significatives en el món cultural.
4. "Os Feitos", per a esdeveniments.
5. "As Labouras", per a celebracions i records.[2]

## Tema i ideologia
En els primers números, els temes culturals tenen un paper dominant, destacant la poesia i la narrativa en gallec, així com les contribucions a les arts plàstiques, el cinema i la música de Galícia.
D'altra banda, en els dos darrers números tenen més pes els articles dedicats a assaigs polítics, econòmics i culturals, especialment d'autors exiliats (Caridad Mateo, Luís Soto, Carlos Velo…).
Pel que fa a la ideologia de Vieiros, va ser molt variada ja que pretenia no provocar una ruptura entre els col·laboradors, però destacaven el galleguisme i l'antifeixisme. Aquesta característica es pot observar tenint en compte la seva àmplia llista, en què destaquen noms com Ramon Piñeiro, Méndez Ferrín, Celso Emilio, Fernandez-Oxea, Alberto Vilanova, etc.

## Direcció i col·laboracions
Tot i la seva curta durada, la direcció de la revista va comptar amb personatges com l'escriptor Luis Soto, el cineasta Carlos Velo i el poeta Delgado Gurriarán, que va ser substituït per Caridad Mateos a partir del tercer número. A més, com a director artístic, la publicació comptava amb el pintor Arturo Souto.
En la seva elaboració van destacar diferents col·laboradors, il·lustradors, editors i administradors:
- Col·laboradors: A. Rey Romalde, Ángel Huete Rodríguez, Benito Varela Jácome, Carlos Casares, Domingo García Sabell, Florentino López Cuevillas, Francisco Fernández del Riego, Ramón Otero Pedrayo, Xosé Neira Vilas, Ramón Piñeiro, Ramón Cabanillas. . .
- Il·lustradors: Carlos Maside, J. Quesada, Luis Seoane, Gironella, Ledo. . .
- Redactors: Elixio Rodríguez, Yolanda López, Francisco Comesaña, Luisa Viqueira, Walter Fugarolas ...
- Distribuïdors: José Cárdenas i Amadeo Varela Rodríguez (responsables de distribuir la revista a Europa)
- Administradors: Antonio Yáñez Pereiro, Amadeo Rodríguez, Xermán Rañó.

## Relació deVieirosamb els àmbits literari i artístic
A nivell literari, la revista posa de manifest l'abundància de proses breus, descripcions, contes i fins i tot diàlegs habituals d'Otero Pedrayo, Cabanillas, Cuevillas, Bouza-Brey o Fole.
Hi van participar una gran varietat d'escriptors: des dels darrers representants vius de la generació Nós (Otero, Cuevillas, Cabanillas ...) fins al grup Brais Pinto,el Seminari d'Estudis Galegos, el grup Galaxia i els exiliats i emigrants a Amèrica. Tot i això, també hi escriuen, amb perspectiva nacionalista, autors de l'interior com Ferrín o Alberto Míguez.
Agrupava articles, poesies, proves i relats:
- Poesia: es poden esmentar els poemes “Homes-bielas” de Reimundo Patiño, “Primeira lembranza” de Carlos Casares, “Carta” d'Arcadio López-Casanova, “Os batracios” de Méndez Ferrín o “Broadway very late” d'Ernesto Guerra da Cal. A més, pel que fa als poetes amb major presència trobem Florencio Delgado Gurriarán, Celso Emilio Ferreiro, Antón Tovar, Matilde Llòria, Xohana Torres, Bernardino Graña entre d'altres.
- Assaigs i comentaris: destaquen comentaris sobre l'obra de Cabanillas, Manuel Antonio, Iglesia Alvariño, Castelao o Gil Vicente entre d'altres; així com el comentari de Ramón Piñeiro sobre l'àrea cultural gallec-portuguesa-brasilera. També es van publicar breus estudis sobre llengua i literatura de Salvador Lorenzana, Carballo Calero, Ramón Lorenzo, Xesús Alonso Montero, Benito Varela Jácome, Emilio Pita, Elsa Fernández González, etc.
- Assaig: temes de naturalesa econòmica, històrica i social van ser tractats d'una manera profunda i rigorosa en articles de Valentín Paz-Andrade, Taboada Chivite, Amadeo Varela, Hilario Caloto o Xosé Caridad Mateo. Aquesta introducció del gallec a l'assaig hi va ser un gran èxit de la revista.[2]

### Camp artístic
En el camp de l'art, els "renovadors de l'art gallec " d'abans de la guerra civil (Arturo Souto, Castelao, Díaz Pardo ...) i nous artistes (Xosé Luís de Dios, Conde Corbal, Xulio Maside, Reimundo Patiño...) coincideixen a Vieiros.